# Фило (Калифорнија)
Фило (енгл. Philo) насељено је место без административног статуса у америчкој савезној држави Калифорнија.

## Демографија
По попису из 2010. године број становника је 349.
| Група             | 2000.    | 2010.       |
| Белци             | 0 (0,0%) | 131 (37,5%) |
| Афроамериканци    | 0 (0,0%) | 2 (0,6%)    |
| Азијати           | 0 (0,0%) | 5 (1,4%)    |
| Хиспаноамериканци | 0 (0,0%) | 204 (58,5%) |
| Укупно            | 0        | 349         |